# Vincent Lardo
Vincent Lardo – amerykański pisarz, który kontynuuje serię powieści Lawrence'a Sandersa o Archy McNally publikowanych pod nazwiskiem Sandersa. Wydał także m.in. powieść "China House".